# Through Glass
«Through Glass» —en español: A través del cristal —es una canción de la banda estadounidense Stone Sour, incluido en su segundo álbum Come What(ever) May. Llegó a alcanzar el puesto número 1 en el Mainstream Rock Tracks de Billboard y logró permanecer 7 semanas consecutivas, y el puesto número 2 en el Modern Rock Tracks. También ocupó el lugar 39 en el Billboard Hot 100.

## Antecedentes
La canción está originalmente inspirada por Corey Taylor acerca de la industria de la música y cómo se sentía en que la revolución musical nunca había tenido lugar.
Taylor expresó su opinión sobre la canción:

Recuerdo exactamente dónde estaba. Era 2004 y yo estaba de gira con Slipknot. Estaba sentado en una habitación de un hotel europeo viendo un canal de música, viendo un acto de locura, inocua, música plástica. Ellos eran de plástico, burbujeantes, gasa fina en lo que en realidad se preocupaban más sobre la ropa que llevaban que el contenido de la canción que estaban cantando.

Realmente me molestó. Me pregunté y me dije: ¿Qué es esto? Solo hemos cerrado el círculo? ¿La revolución cantante/compositor nunca sucedió? ¿Es solo la misma tontería de replicar lo mismo una y otra vez? “Through Glass” es realmente una canción muy agresiva.
Sencillamente, lo denomino como ‘mierda’ a todo lo que este involucrado en shows del estilo ‘American Idol’. Cada uno tiene su lugar, pero cuando se lo tiene, hay que convivir con la presión del mercado, es muy difícil para cualquier persona que en realidad escribe su propia música y desea avanzar en el futuro, esto no sería lo ideal y es por eso, la verdadera razón por la que escribí esta canción.

## Video musical
El video musical realizado para la canción, fue producida y dirigida por Tony Petrossian. Se realizó en la mayoría de los escenarios plásticos: el cliché, vagos, una fiesta Hollywoodense donde estamos viendo a todas estas personas de plástico. Estamos viendo la cultura de las celebridades y el consumo de la cultura magnificada de una manera que distrae a la gente a pensar sobre en lo que debería estar pensando.
En el vídeo avanza, la gente en la fiesta de repente se convierten en figuras de cartón y se dejan llevar. Finalmente, el edificio donde estaba la fiesta, se convierte en cartón también y es removida. Los miembros de la banda se muestran en la fiesta y que finalmente aparecen fuera de la casa y tocando en frente de lo que parece ser el cartel de Hollywood (que en realidad dice “Hollowood”, un punto en que es la falsedad de la industria de la música actual). Esto también se revela como una figura de cartón al final del vídeo.
Algunas versiones del vídeo tienen un interludio de guitarra que es diferente. El video fue lanzado el 6 de julio de 2006 a través de AOL Music.

## Listado de canciones
| CD, Single, Enhanced |                 |          |  |
| N.º                  | Título          | Duración |  |
| 1.                   | «Through Glass» | 4:01     |  |
| 2.                   | «Fruitcake»     | 3:58     |  |
| 3.                   | «Suffer»        | 3:40     |  |
| 4.                   | «Through Glass» | Video    |  |

| CD, Single, Promo |                                 |          |  |
| N.º               | Título                          | Duración |  |
| 1.                | «Through Glass» (Edit)          | 4:01     |  |
| 2.                | «Through Glass» (Álbum Versión) | 4:40     |  |
| 3.                | «Call-Out Hook #1»              | 0:18     |  |
| 4.                | «Call-Out Hook #2»              | 0:21     |  |
| 5.                | «Call-Out Hook #3»              | 0:17     |  |

## Posicionamiento en listas
| Lista (2006–07)                           | Mejor posición |
| ----------------------------------------- | -------------- |
| Alemania (Media Control AG)               | 95             |
| Estados Unidos (Billboard Hot 100)        | 39             |
| Estados Unidos (Modern Rock Tracks)       | 2              |
| Estados Unidos (Mainstream Rock Tracks)   | 1              |
| Estados Unidos (Pop Songs)                | 23             |
| Estados Unidos (Adult Pop Songs)          | 12             |
| Nueva Zelanda (Recorded Music NZ)         | 37             |
| Países Bajos (Dutch Top 40)               | 14             |
| Reino Unido (The Official Charts Company) | 98             |

### Sucesión en listas
| Anterior: «Animal I Have Become» de Three Days Grace | Mainstream Rock Tracks — Sencillo Nro 1 16 de septiembre de 2006 — 28 de octubre de 2006 | Siguiente: «Land of Confusion» de Disturbed |